# Grup metoxi
Un metoxi és un grup substituent emprat en nomenclatura de química orgànica per referir-se a un grup metil enllaçat a un àtom d'oxigen, segons la fórmula {\displaystyle {\ce {-O-CH3}}}.

Estructura de la mescalina una amina amb tres grups metoxi.

Aquest mot es fa servir en la nomenclatura orgànica normalment per a anomenar els èters. El cas més simple és un altre grup metil que dona dimetil èter o metoximetà {\displaystyle {\ce {CH3-O-CH3}}}. Altres èters metoxi són el metoxietà {\displaystyle {\ce {CH3-O-CH2-CH3}}} i el metoxipropà {\displaystyle {\ce {CH3-O-CH2-CH2-CH3}}}. En els compostos naturals porten grups metoxi la mescalina, un alcaloide natural de propietats al·lucinògenes, i els seus anàlegs, per exemple.
L'àtom d'oxigen empra orbitals híbrids sp3 per formar els enllaços. El quatre orbitals híbrids sp3 estan orientats segons els vèrtexs d'un tetraedre, separats per angles de 109,5°. Formen enllaços covalents simples, enllaços σ, amb el carboni del grup metil i amb el carboni de la cadena de carbonis. per tant, aquests enllaços formen un angle de 109,5°. Els altres dos orbitals híbrids sp3 de l'oxigen estan ocupats per dues parelles d'electrons.